# سیب‌ده
سیب ده، روستایی است از توابع بخش مرکزی شهرستان چالوس در استان مازندران ایران.

## جمعیت
این روستا در دهستان کلارستاق غربی قرار دارد و براساس سرشماری مرکز آمار ایران در سال ۱۳۸۵، جمعیت آن ۱۰۳ نفر (۲۶خانوار) بوده‌است. مردم سیب ده از قومیت طبری هستند. مردم سیب ده به زبان طبری با گویش چالوسی سخن می‌گویند.